# Municipio de Four Mile (Iowa)
El municipio de Four Mile (en inglés: Four Mile Township) es un municipio ubicado en el condado de Polk en el estado estadounidense de Iowa. En el año 2010 tenía una población de 9250 habitantes y una densidad poblacional de 186,68 personas por km².

## Geografía
El municipio de Four Mile se encuentra ubicado en las coordenadas 41°34′22″N 93°28′51″O / 41.57278, -93.48083. Según la Oficina del Censo de los Estados Unidos, el municipio tiene una superficie total de 49.55 km², de la cual 48.48 km² corresponden a tierra firme y (2.15%) 1.06 km² es agua.

## Demografía
Según el censo de 2010, había 9250 personas residiendo en el municipio de Four Mile. La densidad de población era de 186,68 hab./km². De los 9250 habitantes, el municipio de Four Mile estaba compuesto por el 91.85% blancos, el 2.29% eran afroamericanos, el 0.29% eran amerindios, el 2.14% eran asiáticos, el 0.03% eran isleños del Pacífico, el 0.93% eran de otras razas y el 2.46% pertenecían a dos o más razas. Del total de la población el 4.55% eran hispanos o latinos de cualquier raza.